# Takfot

Den röda delen illustrerar en takfot

Takfot, takskägg, eller takutsprång är den del av ett yttertak som skjuter utanför fasadväggen. Den har till uppgift att skydda delar av fasaden från nederbörd. I snörika trakter, som exempelvis Alperna, har byggnader ofta mycket långt utkragande taksprång. Denna byggnadsstil inspirerade 1800-talets träbyggnadskonst i Sverige och döptes här till schweizerstil. I takfoten fästs vanligtvis en hängränna för att leda regnvatten från taket till ett stuprör.
Ordet "takfot" är belagt i svenska språket sedan 1640.

## Andra ord
I västsvenska dialekter heter takfot öfs. Ordet ingår bland annat i ordet öfsadrôp ('takdropp'). Det motsvarande fornengelska ord som idag stavas eavesdrop har dock fått den något annorlunda betydelsen tjuv- eller avlyssna. Betydelseövergången gick via den utvidgade betydelsen 'stå i takdropp för att i hemlighet lyssna till vad sägs inne i huset'.